# Похищение и убийство Чарльза Линдберга — младшего

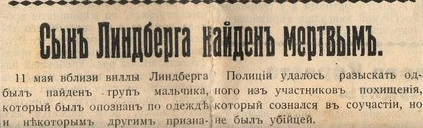
Статья о сыне Линдберга в ужгородской газете «Русская земля» от (8) 21 мая 1932 года

Похищение и убийство Чарльза Августа Линдберга-младшего, сына знаменитого авиатора Чарльза Линдберга и Энн Морроу Линдберг, — одно из получивших наиболее широкую огласку преступлений XX века. Двадцатимесячный ребёнок был похищен из своего дома в Ист-Эмвилле, штат Нью-Джерси, недалеко от города Хоупвелл, Нью-Джерси (США), вечером 1 марта 1932 года. На подоконнике было найдено письмо с требованием выкупа в 50 тысяч долларов. Неподалёку от дома полиция обнаружила сломанную самодельную лестницу, при помощи которой похитители предположительно и влезли в детскую через окно на втором этаже. 

## Убийство

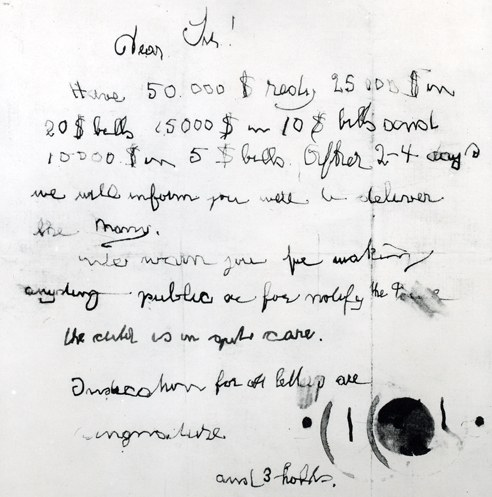
Записка с требованием выкупа

Выкуп был выплачен, но ребёнка так и не вернули. 12 мая 1932 года его сильно разложившееся тело было обнаружено в нескольких милях от дома Линдбергов. Медицинская экспертиза установила, что причиной смерти была травма черепа. По версии обвинения, он погиб в результате падения с лестницы.
Номера купюр, выплаченных в качестве выкупа, были переписаны и известны полиции и банкам. В сентябре 1934 года в Нью-Йорке был арестован человек, расплатившийся такой купюрой, — некто Бруно Рихард Гауптман, немец, нелегал, плотник по профессии, которого обвинили в совершении этого преступления. При обыске у него дома было обнаружено спрятанными 14 тысяч долларов из выкупа. Письма о выкупе, по мнению нескольких экспертов-почерковедов, были написаны почерком Гауптмана и с его характерными ошибками. Эксперт защиты, впрочем, утверждал обратное. По версии прокурора, одна из досок, из которых была сколочена лестница, была взята из пола на чердаке в доме Гауптмана. На суде, проходившем с 2 января по 13 февраля 1935 года, Гауптман был признан виновным в умышленном убийстве и приговорён к смертной казни. Он был казнён на электрическом стуле в тюрьме штата Нью-Джерси 3 апреля 1936 года в 20:44. Гауптман до конца утверждал, что он невиновен.
Преступление побудило Конгресс США принять федеральный закон о похищениях, обычно называемый «законом Линдберга», который сделал перевозку похищенных жертв через границы штатов федеральным преступлением.
Согласно конспирологической теории Юстаса Мулинса, похищение и убийство ребёнка было местью банкиров его деду — Линдбергу-старшему, который практически в одиночку выступал против создания Федерального резервного банка. Существуют также конспирологические теории, напротив, утверждающие, что за похищением стоял сам Чарльз Линдберг: по мнению Джима Бама, тот, как сторонник евгеники, пытался избавиться от больного ребёнка.